# Feltörekvő technológiák listája

## Mezőgazdaság
- Mezőgazdasági robotok
- Petricsészés hús
- Genetikailag módosított élőlények
- Precíziós élelmiszer
- Függőleges gazdálkodás

## Orvosbiológia
- Ampakine
- Agyátültetés
- Hibernáció
- Teljes genomtérkép
- Genetikai tervezés
  - Génterápia
- Megújító orvosság
  - Őssejtkezelés
  - Szövettervezés
- Fejátültetés
- Elszigetelt agy
- Robotsebészet
- Élettartam-meghosszabbítás
- Személyre szabott gyógyítás
- Felfüggesztett életműködés
- Mesterséges biológia
  - Mesterséges genomika
- Üvegesítő fagyasztó
- Orvosi művér

## Kijelzők
- Autosztereoszkópia
- Holografikus megjelenítés
- Képernyőmentes megjelenítés
  - Bionikus kontaktlencse
  - Sisakba épített kijelző
  - Virtuális retinakijelző
- Head-up display
- OLED

## Elektronika
- Elektronikus orr
- Elektronikus szövet
- Hajlékony elektronika
- Memrisztor
- Spintronika

## Energia
- Energiatárolás
  - Lítium-vas-foszfát akkumulátor
  - Szénmentes üzemanyag
  - Sűrített levegős energiatárolás
  - Lendkerekes energiatárolás
  - Hálózati energiatárolás
  - Lítium–oxigén akkumulátor
  - Sóolvadék-akkumulátor
  - Nanovezetékes akkumulátor
  - Szilikon-oxigén akkumulátor
  - Termikus energiatárolás
  - Ultrakondenzátor
- Fúziós reaktor
- Folyékony sóolvadékos tóriumreaktor
- Megújuló energiaforrás
  - Lebegő szélturbina
  - Mesterséges fotoszintézis
  - Bioüzemanyag
  - Szénmentes üzemanyag
  - Naperőmű
  - Házi üzemanyag cella
  - Hidrogéngazdaság
  - Metanolgazdaság
  - Optikai rektenna
  - Napelemes úttest
  - Űrbázisú napenergia
- Intelligens áramhálózat
- Hálózat nélküli energiaszállítás
- Smart grid

## Információs és kommunikációs technológiák
- Mesterséges intelligencia
  - Gépi fordítás
  - Gépi látás
  - Szemantikus web
  - Beszédfelismerés
- Atomtronika
- Optikai adattárolók
  - 3D-s optikai adattárolás
  - Holografikus adattárolás
- GPGPU
- Memória
  - CBRAM
  - FRAM
  - Százlábú memória
  - MRAM
  - NRAM
  - PRAM
  - Racetrack memória
  - RRAM
  - SONOS
- Optikai számítástechnika
- Kvantumhálózat
- Kvantumszámítógép
- Kvantumtitkosítás
- RFID
- Háromdimenziós integrált áramkör

## Gyártás
- 3D nyomtató
- Programozható anyag
- Molekuláris szerkesztő
- Hasznos köd

## Anyagtudományok
- Aerogél
- Fémhab
- Fémüveg
- Fullerének
- Grafén
- Magas hőmérsékletű szupravezető
- Szuperfolyékonyság
- Metaanyagok
  - Metaanyag takarás
- Többfunkciós szerkezetek
- Nanotechnológia
  - Szén nanocső
  - Molekuláris nanotechnológia
  - Nanoszerkezet
- Kvantumpötty
- Mesterséges gyémánt

## Hadiipar
- Antianyagfegyver
- Irányítottenergia-fegyver
  - Lézer
  - Mézer
  - Részecskesugár-fegyver
  - Szonikus fegyver
- Elektromágneses fegyver
  - Gauss-ágyú
  - elektromágneses löveg
- Plazmafegyver
- Tiszta fúziós fegyver

## Idegtudomány
- Mesterséges agy
  - Blue Brain projekt
- Elektroenkefalográfia
- Tudatfeltöltés
  - Agyolvasás
  - Ideginformatika
- Idegpótlás
  - Bionikus szem
  - Agyimplantátum
  - Külső kéreg
  - Retinabeültetés

## Robotika
- Okosotthon
- Nanorobotika
- Mesterséges külső váz
- Önátalakító elemekből álló robot
- Tömegrobotika

## Szállítás
- Alternatív üzemanyag
  - Hidrogénmeghajtású jármű
- Háti helikopter
- Önvezető autó
- Repülő autó
- Légpárnás vonat
- Jet pack
- Csillagközi repülés
- Lézermeghajtás
- Lebegő mágnesvasút (Maglev)
- Nem rakétás űrfelszállás
  - Elektromágneses katapult
  - Pályamenti kör
  - Skyhook
  - Űrlift
  - Űrkút
  - Űrpányva
- Gyors személyszállítás
- Plazmahajtású motor
  - Helicon töltet
  - VASIMR
- Rezgőrobbanásos motor
- Nukleáris rezgősugár meghajtás
- Tolósugár
- Napvitorlás
- Űrrepülőgép
- Hangsebesség feletti szállítás
- Hyperloop
- Ionhajtómű

## Egyéb
- Antigravitáció
- Arkológia
- Láthatatlan köpeny
- Boltíves város
- Erőmező
  - Plazma ablak
- Elmerülés a virtuális valóságban
- Mágneses fagyasztás
- Intelligens optikai felület
- Kvantumtechnológia
  - Kvantum teleportáció

## Témák
- Collingridge dilemma
- Moore-törvény
- Technológiai szingularitás
- Transzhumanizmus